# Ocicat
Ocicat ist eine Katzenrasse. Ihr Name stammt von einer Wildkatze, dem Ozelot ab. Die Rasse ist jedoch völlig frei von Wildkatzen-Einkreuzungen.

## Eigenarten
Die Ocicat vereint wildes Aussehen mit zahmem Hauskatzencharakter. Für die Zucht wurden Siamesen und Abessinier, nach einigen Generationen auch American Shorthair (Amerikanisch Kurzhaar), benutzt.
Ocicats wollen die freie Natur nicht missen, weshalb ein Besitzer dieser recht seltenen Rasse dem Tier den Freigang ermöglichen oder zumindest ein ausreichend großes Freigehege zur Verfügung stellen sollte.
Dem Anschein nach scheuen Ocicats sich auch nicht vor Wasser. Sie beweisen sich immer wieder durch ihren freundlichen Charakter, der sie zu guten Familienmitgliedern macht. Auch mit Katzen anderer Rassen kommen sie meist sehr gut klar.

## Krankheiten
Die Ocicat verfügt im Normalfall über ein sehr robustes Immunsystem und ist daher nicht besonders krankheitsanfällig. Typische Krankheiten wie Katzenschnupfen oder Nierenprobleme bleiben jedoch nicht aus. Indikator für eine Erkrankung ist bei dieser Katzenrasse ein matt wirkendes Fell. Ist die Katze hingegen gesund, glänzen die Katzenhaare auffällig und liegen eng am Körper an.

## Richtlinien
Die Ocicat soll mittelgroß bis groß, schlank, sowie kurzhaarig sein. Das Fell soll nicht lang wirken. Fehler bei der Ocicat sind unter anderem eine eher plumpe Wirkung ihres Körpers und auch eine blasse Fellzeichnung, diese soll stattdessen gut erkennbar und gerade gezeichnet sein. Zur Disqualifikation führen blaue Augen oder eine weiße Färbung, die abseits von Augen, Nase, Kehle oder Kinn auftritt.

## Bildergalerie

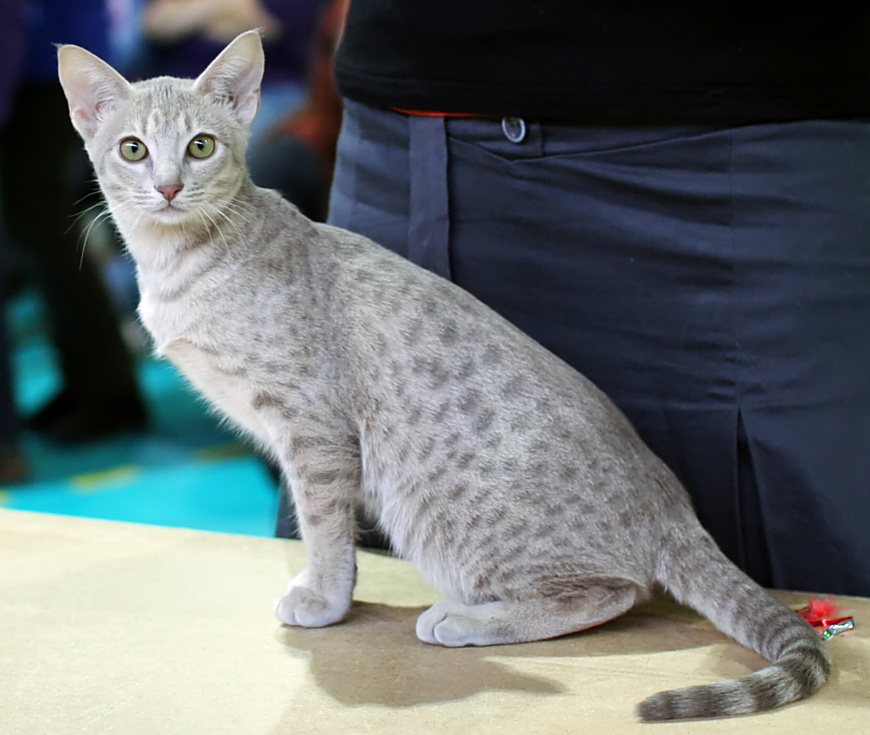
Ocicatjunges
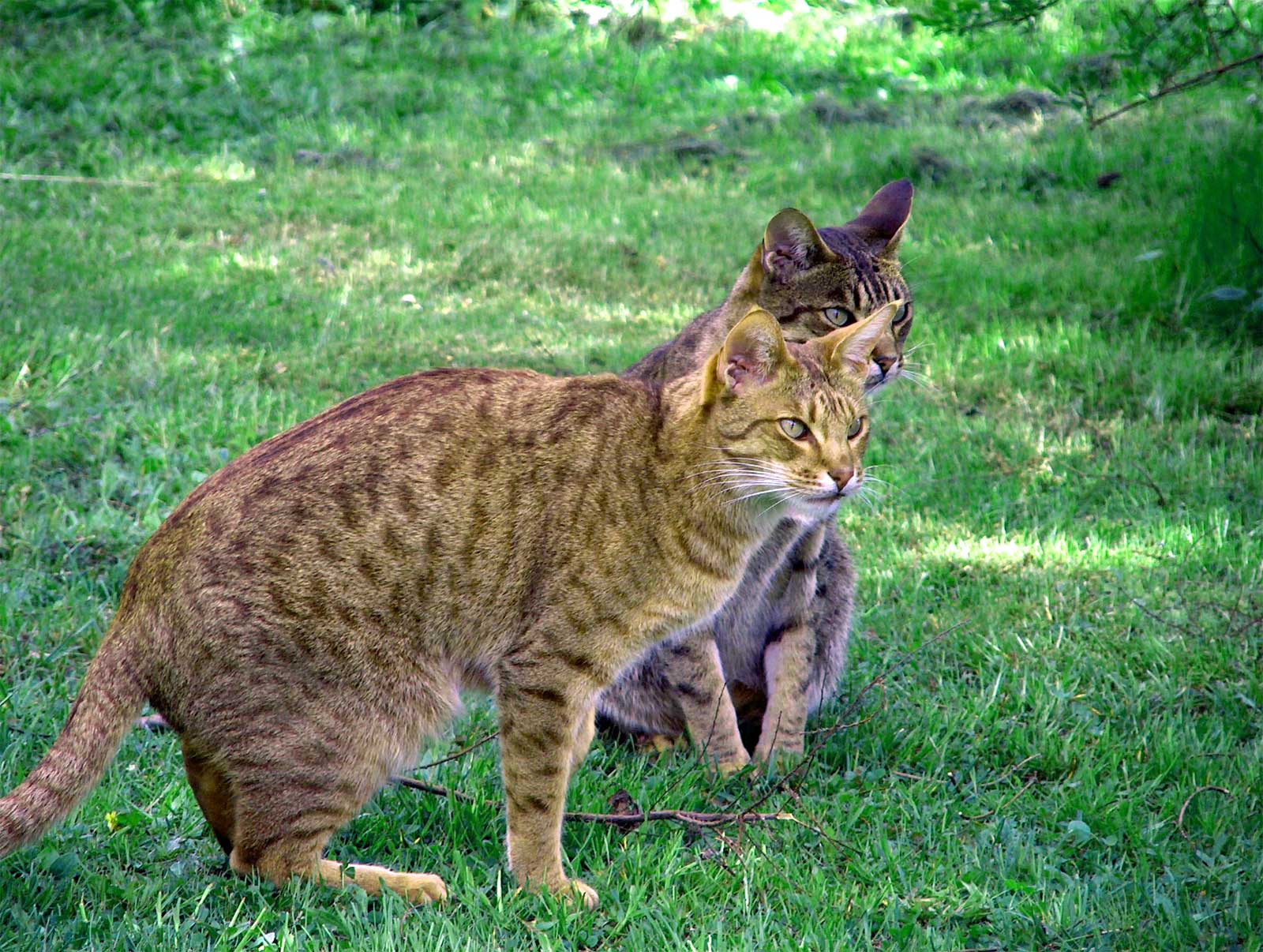
Zwei Ocicats
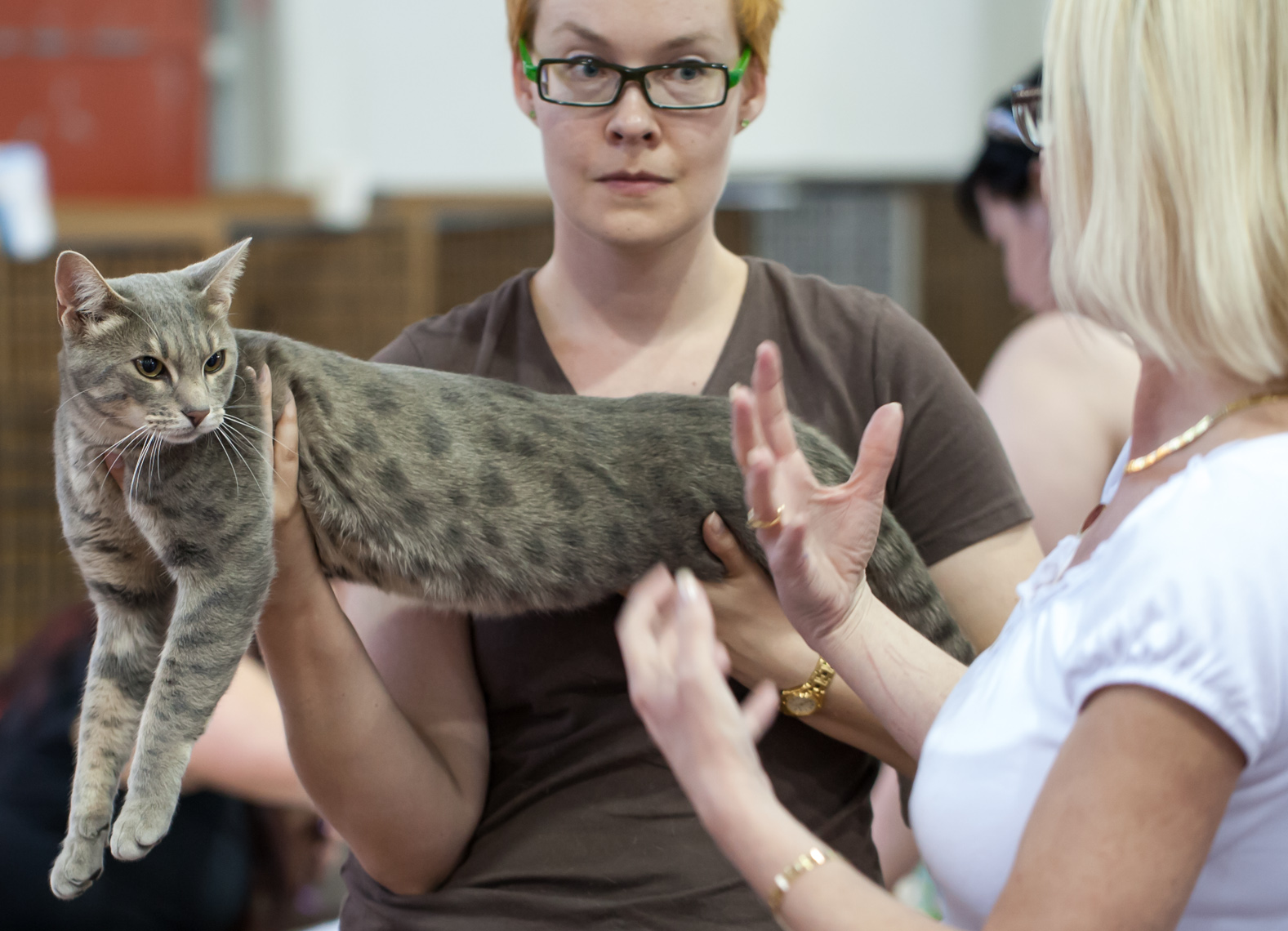
Ocicat
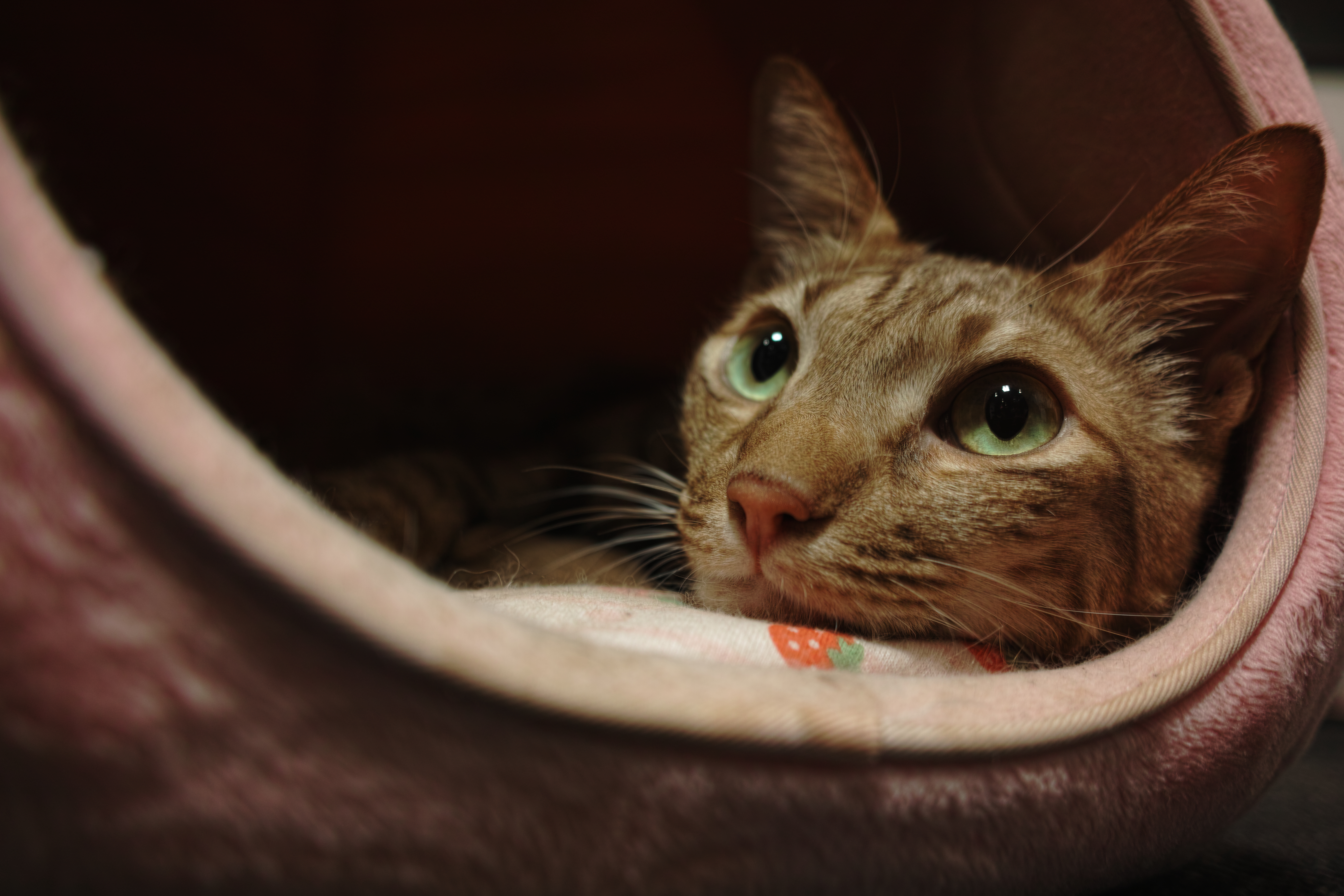
Ocicat
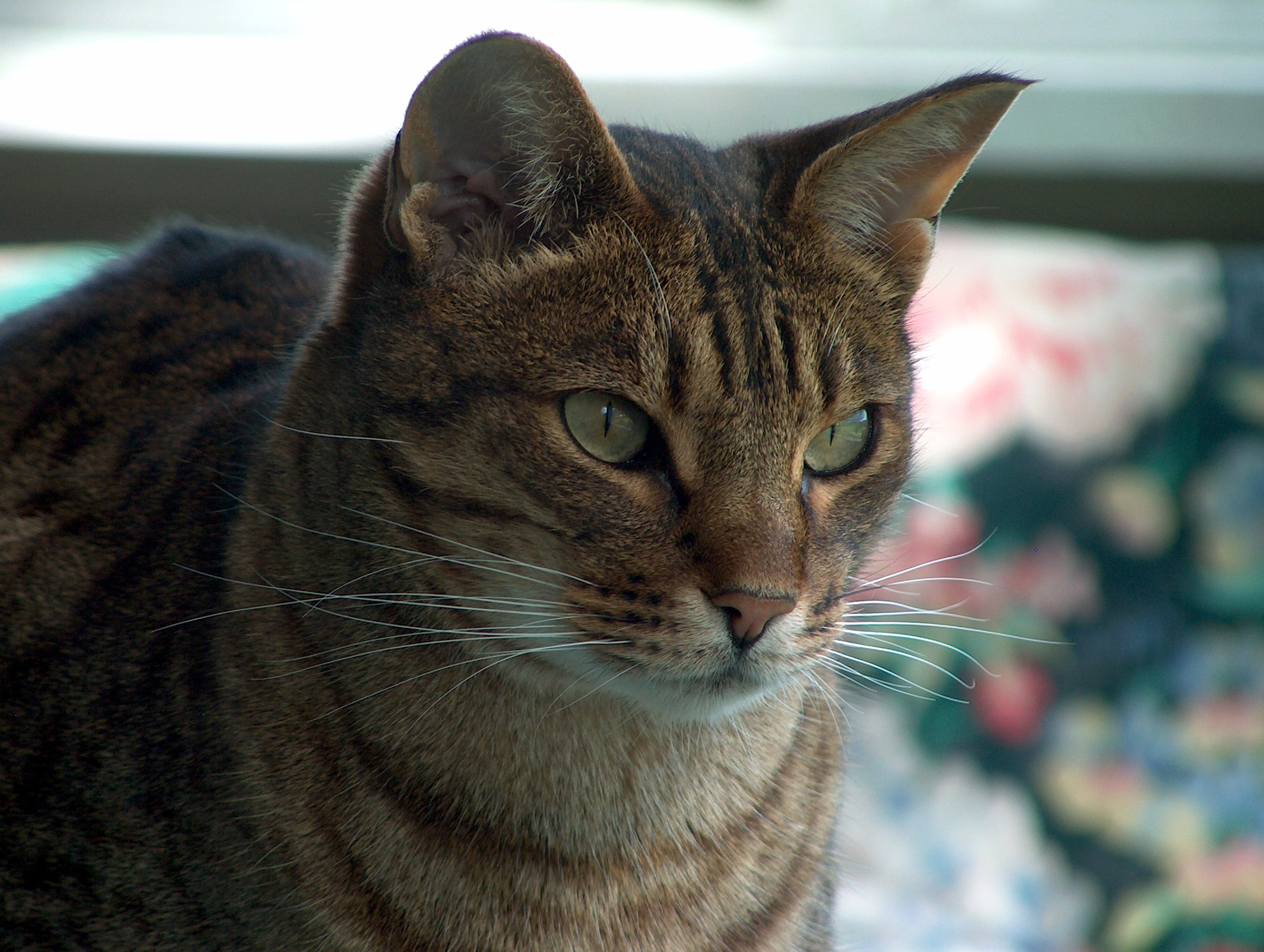
Ocicat
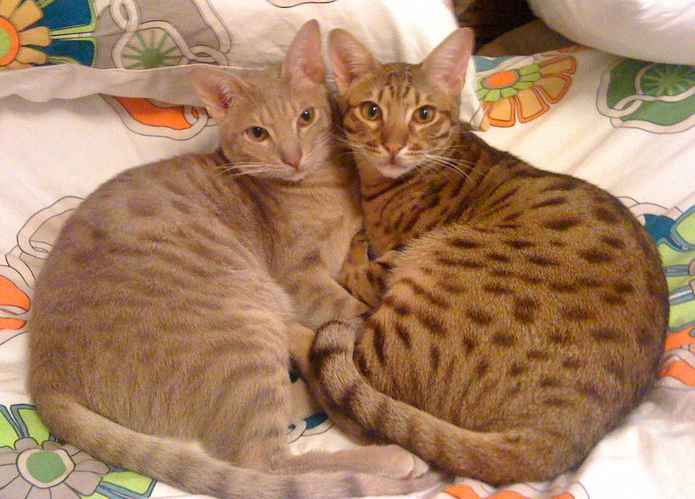
Zwei Ocicats